# Gabinete Briand VII
O Gabinete Briand VII foi o ministério formado por Aristide Briand em 16 de janeiro de 1921 e dissolvido em 12 de janeiro de 1922. Foi o 68º gabinete da Terceira República Francesa, sendo antecedido pelo Gabinete Leygues e sucedido pelo Gabinete Poincaré II.

## Contexto
O sétimo gabinete de Aristide Briand marcou uma virada na relação majoritária entre o governo e o Parlamento Francês. Aprendendo com o fracasso de seus antecessores, Alexandre Millerand e Georges Leygues, o novo Presidente do Conselho de Ministros decidiu restaurar totalmente à Assembleia Nacional Francesa o papel deliberativo do qual ela havia sido relativamente privada durante a guerra e nos anos seguintes. Os membros de seu governo vêm de um espectro político mais amplo do que o "Bloco Nacional", o que lhe dá uma maioria confortável.
Briand mostrou firmeza na questão das reparações de guerra alemãs, atitude que pareceu eficaz à primeira vista, na medida em que os pagamentos alemães foram feitos em dia. Entretanto, ele rapidamente encontrou a hostilidade dos britânicos: tendo como pano de fundo as rivalidades coloniais no Norte de África, David Lloyd George expressou sua desaprovação à diplomacia francesa. Ao longo dos contatos diplomáticos, a posição do ministro dos Negócios Estrangeiros evoluiu para um maior pragmatismo - “A Alemanha pagará se puder”, declarou ele em julho de 1921. Enquanto um rascunho de acordo franco-britânico estava sendo considerado, Briand se viu cada vez mais isolado no cenário político nacional.
Nesse contexto, o Presidente da República, Millerand, começou a organizar um "Conselho de Ministros" na sua ausência, uma afronta que obrigou o chefe de governo a demitir-se em 12 de janeiro de 1922, sendo substituído por Raymond Poincaré.

## Composição

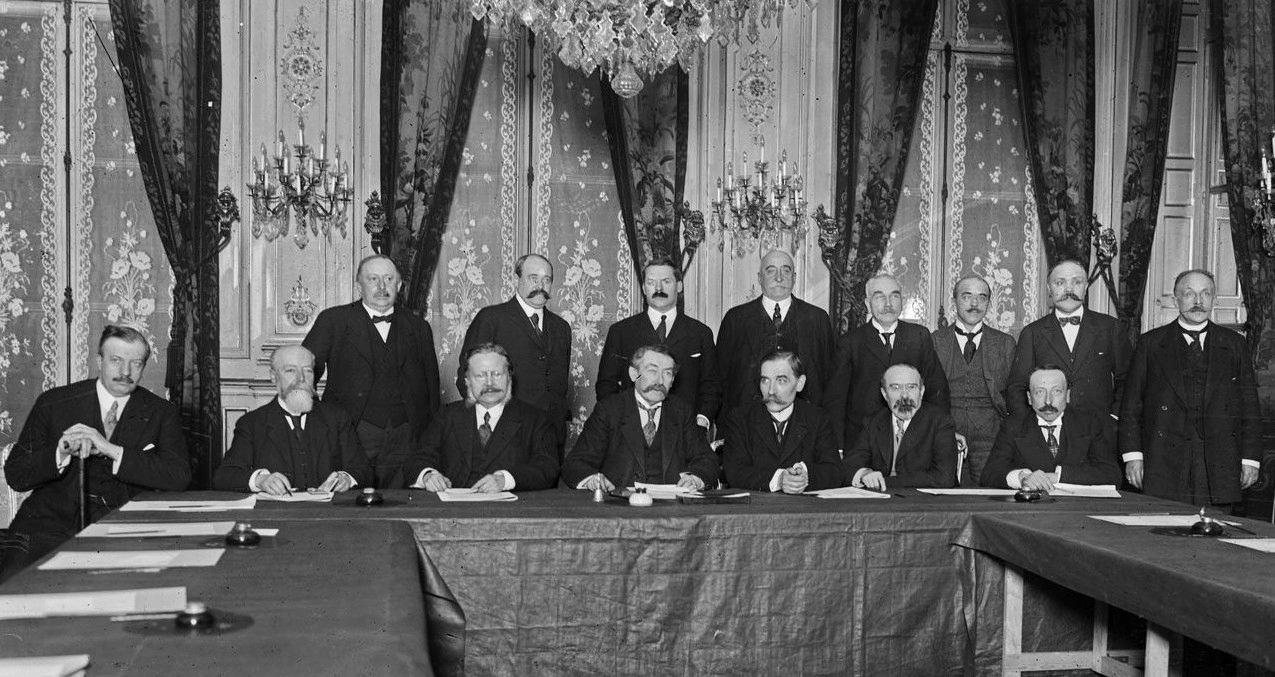
O 7º Gabinete Briand em fotografia de 1921.

- Presidente da República: Alexandre Millerand
- Presidente do Conselho de Ministros: Aristide Briand
- Ministro dos Estrangeiros: Aristide Briand
- Ministro da Justiça: Laurent Bonnevay
- Ministro do Interior: Pierre Marraud
- Ministro da Guerra: Louis Barthou
- Ministro das Finanças: Paul Doumer
- Ministro da Marinha: Gabriel Guist'hau
- Ministro da Instrução Pública e Belas Artes: Léon Bérard
- Ministro das Obras Públicas: Yves Le Trocquer
- Ministro da Agricultura: Edmond Lefebvre du Prey
- Ministro do Comércio e Indústria: Lucien Dior
- Ministro das Colônias: Albert Sarraut
- Ministro do Trabalho: Daniel Vincent
- Ministro das Pensões, Bônus e Subsídios de Guerra: André Maginot
- Ministro das Regiões Libertadas: Louis Loucheur
- Ministro da Higiene, Assistência e Segurança Social: Georges Leredu

## Realizações
- Ocupação das cidades alemãs de Düsseldorf e Duisburgo, em operação conjunta com a Bélgica.